# Gruszów Mały
Gruszów Mały – wieś w Polsce położona w województwie małopolskim, w powiecie dąbrowskim, w gminie Dąbrowa Tarnowska.
W latach 1975–1998 miejscowość administracyjnie należała do województwa tarnowskiego. Integralne części miejscowości: Kmiecie, Podlesie, Zagrody.